# Giovino (usurpatore)
Giovino (latino: Iovinus; ... – Narbona, 413) è stato un usurpatore d'origine gallo-romana, che fu proclamato imperatore nel 411 in Gallia e vi regnò fino alla morte.

## Biografia
Nipote di Flavio Valente Giovino, fu elevato al soglio imperiale a Mogontiacum (Magonza), dopo la morte dell'usurpatore Costantino III; ebbe il sostegno della nobiltà gallo-romana contro l'imperatore Onorio, e reclutò Burgundi e Alani da oltre il Reno. Nella stessa zona, però, giunsero anche i Visigoti di Ataulfo, che avevano lasciato l'Italia portando con loro come ostaggi l'ex-imperatore Prisco Attalo e Galla Placidia, sorellastra di Onorio. I rapporti tra Giovino e Ataulfo peggiorarono quando il sovrano visigoto attaccò e uccise Saro, un generale di Onorio che aveva disertato l'imperatore per allearsi con Giovino; è possibile che l'intento di Ataulfo fosse quello di assumere il ruolo di alleato principale di Giovino, tanto che dopo questo episodio nulla si sa più degli altri sostenitori barbari di Giovino (il fatto che dopo la morte di Giovino i Burgundi siano stati riconosciuti da Onorio come foederati sulla riva occidentale del Reno può significare che essi si avvicinarono alle posizioni dell'imperatore dopo l'ascesa di Ataulfo).
Col sostegno di Ataulfo, Giovino espanse il proprio territorio nella Gallia sud-orientale; in tale occasione, decise di nominare co-imperatore il proprio fratello, Sebastiano, senza consultare prima Ataulfo. La reazione del sovrano visigoto fu quella di accordarsi con Claudio Postumo Dardano, prefetto del pretorio in Gallia e unico alto ufficiale rimasto leale a Onorio in Gallia; Ataulfo concordò con Onorio di scambiare le teste dei due fratelli usurpatori con la fornitura di viveri ed equipaggiamenti per il proprio popolo. Sebastiano fu subito sconfitto e ucciso. Giovino si rifugiò a Valence, dove fu assediato e catturato da Ataulfo. Inviato da Narbona da Dardano, fu da questi messo a morte insieme ai propri fedelissimi, il prefetto del pretorio Decimio Rustico e il capo della sua segreteria Agroezio.
Le teste di Giovino e Sebastiano furono poi inviate a Onorio a Ravenna, dove giunsero il 30 agosto 413 e furono esposte sulle mura.

## Monetazione

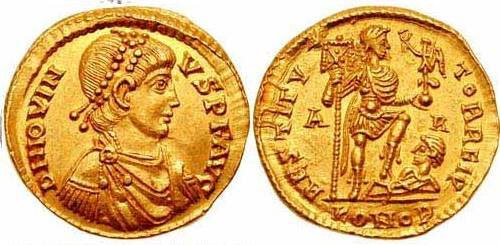
Solido di Giovino coniato dalla zecca di Arelate, recante al rovescio l'imperatore che calpesta un prigioniero e la leggenda Restitutor Reipublicae (abbreviata), già utilizzata anche dall'usurpatore Costantino III.

La monetazione di Giovino è composta da solidi, silique e mezze-silique; le zecche attive per Giovino furono quelle di Treviri, Lione e Arelate, il che dimostra che Giovino controllava quanto meno tutta la Gallia orientale.
I solidi di Giovino utilizzano spesso al rovescio la leggenda Restitutor Reipublicae, ripresa dall'usurpatore Costantino III; quando invece è utilizzata la leggenda Victoria Augg, l'utilizzo di sole due 'g' suggerisce che Giovino vedesse come legittimi imperatori solo sé stesso e il fratello Sebastiano, e che non fece alcun tentativo di riconoscere anche Onorio o Teodosio II.